# Обрывистый (Ойнеле)
Обрывистый (Ойнеле) — остров в России, расположенный у северного берега Пенжинской губы в заливе Шелихова Охотского моря, восточнее устья реки Микина, западнее устья реки Шестакова и мыса Гивымкин. Остров относится к Пенжинскому району Камчатского края.